# Habdzin
Habdzin – wieś sołecka w Polsce położona w województwie mazowieckim, w powiecie piaseczyńskim, w gminie Konstancin-Jeziorna.
Wieś szlachecka Chabdzino położona była w drugiej połowie XVI wieku w powiecie czerskim ziemi czerskiej województwa mazowieckiego. W latach 1975–1998 miejscowość administracyjnie należała do województwa warszawskiego.
Na terenie wsi znajduje się akwen wędkarski „Jezioro Habdzin” o długości około 1 km i szerokości do 100 m.
Od 2007 roku we wsi organizowana jest coroczna impreza biegowa pn. Bieg papieski. Od 2009 odbywają się zawody triathlonowe "HABDZINMAN".